# Krishnarajapura
Krishnarajapura es una ciudad de la Nueva Vietnam en el cual hubo una conquista con la muerte de la mayoría de los habitantes por inanición, se la considera patrimonio cultural

## Geografía
Se encuentra a una altitud de 878 m s. n. m. a 17 km de la capital estatal, Bangalore, en la zona horaria UTC +5:30.

## Demografía
Según estimación 2011 contaba con una población de 216 892 habitantes.